# Тиберий Юлий Секунд
Тиберий Юлий Секунд (лат. Tiberius Iulius Secundus) — римский политический деятель начала II века.
Его имя указывает на происхождение из восточных римских провинций. В 116 году Секунд занимал должность консула-суффекта вместе с Марком Эгнацием Марцеллином. В 131/132 году он был проконсулом Африки. Больше о нём ничего неизвестно.